# The Fabulous Life of...
The fabulous life of... (La fabulosa vida de... en español) es una serie de televisión de VH1 que detalla los lugares, cosas y servicios que disfrutan varios famosos. Tuvo su episodio piloto en 2003, con un especial sobre Britney Spears. El programa está basado en el programa estadounidense Lifestyles of the Rich and Famous.
El programa es uno de los más exitosos de VH1, y siempre está desarrollando nuevos episodios. Aunque la mayoría de los episodios son de gente específica, a veces hacen categorías de gente (por ejemplo, de chicas).
El programa es presentado por Christopher Flockton.
En 2005, fue emitido La vida de las mujeres de Mujeres Desesperadas por el éxito de la serie Mujeres Desesperadas.

## Lista de episodios
A continuación se muestra la lista de episodios de la serie:
- The Fabulous Life of... Miley Cyrus
- The Fabulous Life of... Lindsay Lohan
- The Fabulous Life of... Britney Spears
- The Fabulous Life of... Estrellas de Hip Hop
- The Fabulous Life of... Max Torres
- The Fabulous Life of... Brad y Jen
- The Fabulous Life of... Jennifer Lopez
- The Fabulous Life of... Estrellas de pop jóvenes y sexis
- The Fabulous Life of... Michael Jackson
- The Fabulous Life of... The Hilton Sisters
- The Fabulous Life of... Arnold Schwarzenegger
- The Fabulous Life of... Victoria y David Beckham
- The Fabulous Life of... P. Diddy
- The Fabulous Life of... Lil' Kim
- The Fabulous Life of... Justin Timberlake
- The Fabulous Life of... Famosas compradoras
- The Fabulous Life of... Estrellas de las Vegas
- The Fabulous Life of... Príncipe Guillermo y Enrique
- The Fabulous Life of... Estrellas del aro
- The Fabulous Life of... Hugh Hefner
- The Fabulous Life of... Estrellas de Country
- The Fabulous Life of... Christina Aguilera
- The Fabulous Life of... Compradoras de Hollywood
- The Fabulous Life of... Tom Cruise
- The Fabulous Life of... Estrellas de Hip-Hop de 2004
- The Fabulous Life of... Cameron Diaz
- The Fabulous Life of... Donald Trump
- The Fabulous Life of... Pamela Anderson
- The Fabulous Life of... Missy Elliott
- The Fabulous Life of... Los actores de Friends
- The Fabulous Life of... Simon Cowell
- The Fabulous Life of... Mary-Kate y Ashley
- The Fabulous Life of... Leo y Gisele
- The Fabulous Life of... OutKast
- The Fabulous Life of... Lil' Jon
- The Fabulous Life of... Mel Gibson
- The Fabulous Life of... Angelina Jolie
- The Fabulous Life of... Usher
- The Fabulous Life of... Bush Vs. Kerry Bling Off
- The Fabulous Life of... Clásicos: The Brat Pack
- The Fabulous Life of... Summer Super Spenders
- The Fabulous Life of... Nelly
- The Fabulous Life of... Hollywood It Girls
- The Fabulous Life of... Oprah
- The Fabulous Life of... Los fabulosos 40
- The Fabulous Life of... Compradores estrella
- The Fabulous Life of... Niños famosos
- The Fabulous Life of... Paris Hilton
- The Fabulous Life of... Miami
- The Fabulous Life of... Los paseos más fabulosos del mundo
- The Fabulous Life of... Mötley Crüe
- The Fabulous Life of... Martha Stewart
- The Fabulous Life of... Parejas famosas
- The Fabulous Life of... Nicole Richie
- The Fabulous Life of... De harapos a ricos
- The Fabulous Life of... Britney y Kevin
- The Fabulous Life of... Marc y J.Lo
- The Fabulous Life of... London
- The Fabulous Life of... Super compradores de Hip Hop de 2005
- The Fabulous Life of... Snoop Dogg
- The Fabulous Life of... Mascotas famosas
- The Fabulous Life of... Bodas famosas
- The Fabulous Life of... Las mujeres de Mujeres Desesperadas
- The Fabulous Life of... Esposas famosas
- The Fabulous Life of... Supermodelos sexis
- The Fabulous Life of... Las Vegas
- The Fabulous Life of... Los 40 fabulosos de 2006 parte 1
- The Fabulous Life of... Los 40 fabulosos de 2006 parte 2
- The Fabulous Life of... Botines famosos
- The Fabulous Life of... Supercompradoras de 2005
- The Fabulous Life of... Las 10 escapadas más sexis de invierno en 2005
- The Fabulous Life of... Padres de famosos
- The Fabulous Life of... Hollywood joven
- The Fabulous Life of... Kept Men
- The Fabulous Life of... Las vueltas más espectaculares de famosos
- The Fabulous Life of... Los multimillonarios más asquerosos
- The Fabulous Life of... Casas célebres de 2006
- The Fabulous Life of... El bebé de Brad y Angelina
- The Fabulous Life of... Insane Celebrity Real Estate '06
- The Fabulous Life of... Kelly Ripa
- The Fabulous Life of... My fabulosa boda
- The Fabulous Life of... 25 extravancias tontas de famosas
- The Fabulous Life of... Séquitos
- The Fabulous Life of... Who Got What
- The Fabulous Life of... Sexo celebre
- The Fabulous Life of... Los Hamptons
- The Fabulous Life of... Las herederas más sexis de Hollywood